# Rachel Cohen-Kagan

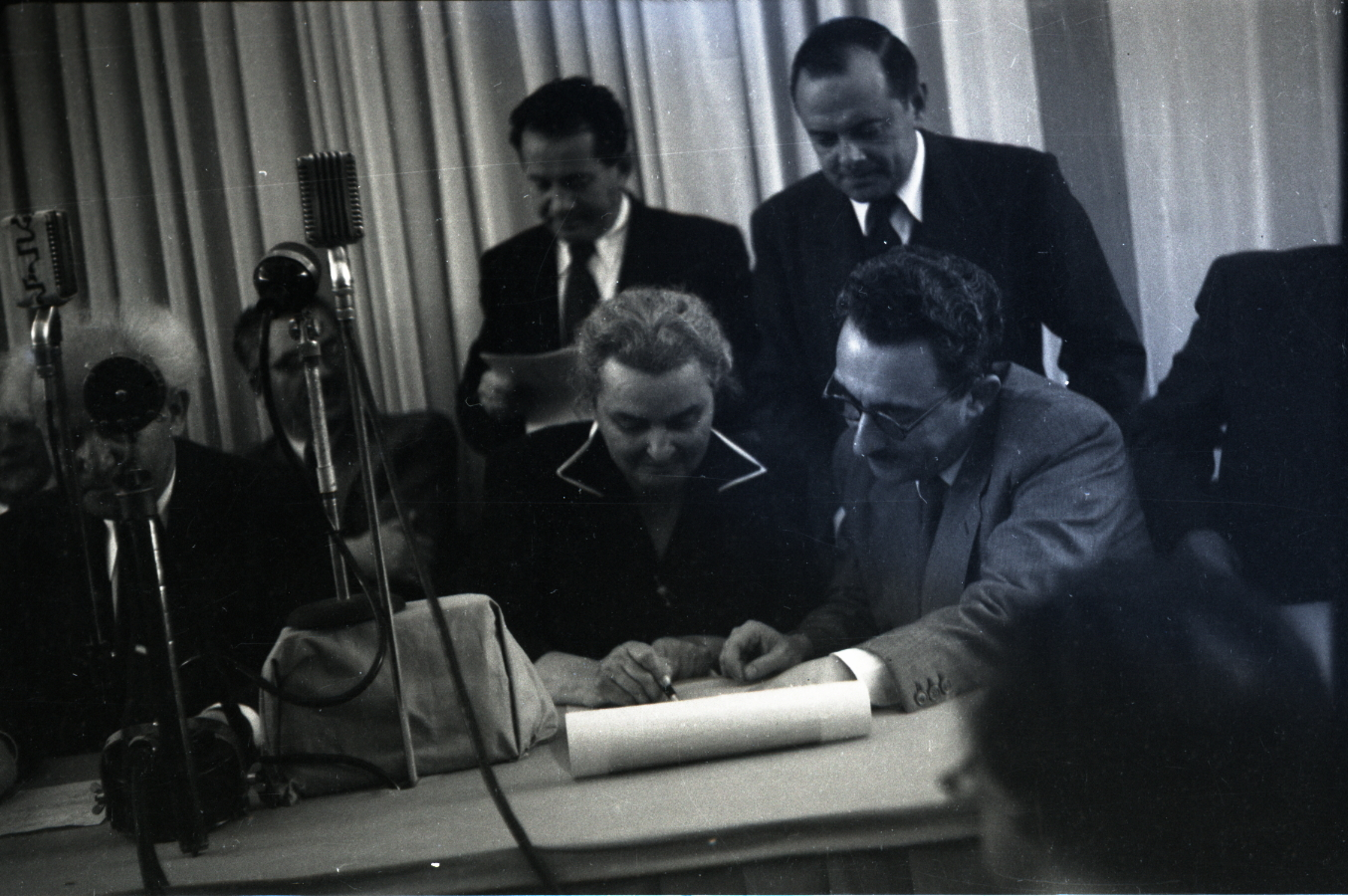
Cohen-Kagan bei der Unterzeichnung der israelischen Unabhängigkeitserklärung

Rachel Cohen-Kagan (hebräisch רחל כהן-כגן; geb. 19. Februar 1888 in Odessa; gest. 15. Oktober 1982 in Haifa) war eine zionistische Aktivistin, israelische Politikerin und Frauenrechtlerin. Sie gehörte zu den 37 Personen, welche die israelische Unabhängigkeitserklärung unterzeichneten.

## Leben
Sie wurde als Rachel Lubersky in Odessa im Russischen Kaiserreich (heute Ukraine) in einer zionistisch aktiven Familie geboren. Ihr Vater gehörte zu den Gründern von Chibbat Zion, und in seinem Umkreis lernte sie Persönlichkeiten des Zionismus aus Odessa wie Achad Ha'am und Chaim Nachman Bialik kennen. Ihr Mann Noach Cohen, den sie 1912 geheiratet hatte, wanderte 1913 nach Eretz Israel aus. Wegen des Ausbruchs des Ersten Weltkriegs konnte sie ihm erst 1919 nachfolgen. Die Überfahrt erfolgte auf dem Schiff Ruslan, wo sie der Dichterin Rachel begegnete, die ihr ein russisch geschriebenes Gedicht widmete.
Die ersten zwei Jahre wohnte das Paar in Jabneel und zog 1921 nach Jerusalem. Hier arbeitete Rachel Cohen für Henrietta Szold in einer Frauenorganisation, die 1933 in der WIZO aufging. 1925 zog sie mit ihrer Familie nach Haifa, wo sie von 1932 bis 1946 als Vorsitzende des städtischen Sozialausschusses amtierte. Sie wurde Mitglied des Provisorischen Staatsrates Moetzet Ha Am, der im Mandat Palästina die Gesetzgebungsfunktion vom britischen Privy Council übernommen hatte. Am 14. Mai 1948 waren sie und Golda Meir die einzigen Frauen, die die israelische Unabhängigkeitserklärung unterzeichneten.
In der ersten Knessetwahl 1949 gewann die WIZO einen einzigen Sitz, den Rachel Cohen-Kagan innehatte. In der ersten Knesset stellte sie einen Gesetzesantrag für Gleichberechtigung von Frauen, der von religiösen Kreisen torpediert wurde. 1951 verlor sie ihren Sitz, schloss sich der liberalen Partei an und zog mit dieser 1961 wieder ins Parlament. Aus Opposition gegen die Zusammenführung dieser Partei mit Cherut gehörte sie anschließend zu den Gründern der Selbständigen Liberalen, verlor aber ihren Parlamentssitz bei den Wahlen 1965. 1961 erhielt sie die Ehrenbürgerschaft der Stadt Haifa.
Mit ihrem Mann Noach Cohen, mit dem sie bis zu seinem Tod 1963 verheiratet war, hatte sie zwei Söhne.